# 鹿跳渓谷
鹿跳渓谷（ししとびけいこく）とは滋賀県大津市の瀬田川（淀川）にある景勝地である。

## 地理
瀬田川の中でも、田上関津町から大石中町の佐久奈度神社付近までが鹿跳渓谷と呼ばれている。瀬田川の整備計画上では、大阪湾から68.10 km - 66.50 kmポストの区間が鹿跳渓谷として考えられている。狭い川幅で水流が激しく、奇岩がいたるところで見られる。「鹿跳」の由来は、急流で瀬田川を渡るのをためらっていた空海を、白鹿が背に乗せて岩を跳び渡ったという伝説からである。河床の岩には甌穴が多くみられ、これが鹿が跳んだ足跡に見られるという。岩にできたくぼみの中でも、径2 m、深さ2 mで小石が多く入ったものは、この穴の中を水が渦巻く姿から「米かし岩」と呼ばれる。こうした岩は激流で小岩がくぼみや割れ目に引っかかり、渦の中で動き、岩床をすり減らして形成された。

### 水流
瀬田川は琵琶湖から大戸川合流部までは川幅が広いが、鹿跳渓谷に移ると急激に川幅が狭くなる。その中でも特に川幅が狭い場所が66.8 km - 67.0 kmポストと67.4 km - 67.7 kmポストの2ヶ所ある。また、鹿跳渓谷の入口手前にあたる68.0 km付近は河床が緩勾配から急勾配に変化する。特に大雨時には瀬田川洗堰から流れた出た濁流が押し寄せる区間となっている。所轄する国土交通省近畿地方整備局琵琶湖河川事務所は自然環境や親水性を維持しつつも、軟岩が主体の川幅が狭い区間を掘削して流下能力を確保する方針である。

### 自然環境
鹿跳渓谷での生態系を調査したところ、動物717種・植物485種（そのうち重要種は動物44種・植物10種）の確認がされている。
河床は花崗岩で形成されており、河床面には砂などに混じってセタシジミが混じることがある。硬岩から中硬岩が分布する下流側の区間と、比較的軟岩が多く分布する上流側の区間に分かれる。

## 観光
鹿跳渓谷は都市部から比較的近くでありながらも、渓谷と川の流れによる景観を楽しめる。特に立木観音駐車場付近から見る瀬田川の風景が代表的な眺望ポイントとなっている。
変化に富む水流を生かし、鹿跳渓谷はカヌーやラフティング、カヤックなど水上スポーツが盛んである。2025年（令和7年）に開かれる第79回国民スポーツ大会ではカヌー競技の特設会場となる予定だ。流下能力確保のために鹿跳渓谷付近の瀬田川を掘削する場合も、カヌー競技に配慮して基本は水深1.5 m以上、川幅5.0 m以上の澪筋を確保して掘削する方針である。

## 交通
- 名神高速道路瀬田東インターチェンジ・瀬田西インターチェンジから車で約15分[4]
- JR石山駅から京阪バスに乗り、鹿跳橋で下車してすぐ[5]